# Aaron Draper Shattuck
Aaron Draper Shattuck, né le 9 mars 1832 à Francestown dans l'état du New Hampshire et décédé le 30 juillet 1928 à Granby dans l'état du Connecticut aux États-Unis, est un peintre américain. Proche de la Hudson River School, il est connu pour ces peintures de paysage de la région de la Nouvelle-Angleterre, et plus particulièrement pour ces tableaux représentant les montagnes Blanches du New Hampshire et ces vues rurales et pastorales du comté de Hartford dans le Connecticut.

## Biographie
Aaron Draper Shattuck naît à Francestown dans l'état du New Hampshire en 1832. En 1844, il déménage avec sa famille à Lowell dans l'état du Massachusetts. Il étudie auprès du peintre portraitiste Alexander Ransom à Boston en 1851 et l'accompagne à New York en 1852, où il poursuit sa formation à l'académie américaine des beaux-arts. En 1854, il peint pour la première fois dans les montagnes Blanches du New Hampshire. Il expose son travail l'année suivante à l'académie américaine des beaux-arts et au Boston Athenæum. Travaillant à ces débuts comme peintre portraitiste afin de vivre de son art, il évolue vers la peinture de paysage. Durant les années 1850, il visite notamment les vallées de l'Hudson River (en) et d'Housatonic (en), la côte Sud du Maine (en) et les montagnes de la Virginie-Occidentale. De 1859 à 1896, il possède un studio au sein du Tenth Street Studio Building (en) à New York. En 1857, il achète une ferme à Conway dans le New Hampshire ou il réside durant l'été. En 1860, il épouse Marian Colman, la sœur du peintre Samuel Colman. Il est élu à l'académie américaine des beaux-arts en 1861.
En 1879, il déménage à Granby dans l'état du Connecticut ou il achète une ferme, au sein de la vallée de Farmington (en). Sur place, il bénéficie de la rivière de Farmington et de la Talcott Mountain pour illustrer ces peintures de paysage, accordant une grande importance aux animaux ruraux dans ces toiles. En 1883, il invente un système de clés permettant de fixer la toile sur le châssis d'un tableau. Cette invention, économique et pratique et utilisée par les peintres de l'époque, lui apporte la richesse. Il tombe malade en 1888 et cesse de peindre. Il se consacre alors à l'élevage de moutons, s'essaie à la greffe de pommiers et à la fabrication de violons. Il décède dans sa ferme en 1928.
Ces œuvres sont notamment visibles ou conservées à l'académie américaine des beaux-arts, au Brooklyn Museum et au Metropolitan Museum of Art de New York, au Berkshire Museum (en) de Pittsfield, à l'Honolulu Museum of Art d'Honolulu, au musée d'Art du comté de Los Angeles, au Florence Griswold Museum d'Old Lyme, au New Britain Museum of American Art de New Britain, au Frances Lehman Loeb Art Center (en) de Town of Poughkeepsie, à l'Hudson River Museum (en) de Yonkers, à l'Allen Memorial Art Museum d'Oberlin, au Reading Public Museum (en) de West Reading, à l'Utah Museum of Fine Arts et au temple de Salt Lake City, au musée d'Art de l'université de Princeton, au Lyman Allyn Art Museum (en) de New London, au High Museum of Art d'Atlanta, au Farnsworth Art Museum (en) de Rockland, au Washington County Museum of Fine Arts de Hagerstown, au musée d'histoire de Chicago, au Wadsworth Atheneum et à la Connecticut Historical Society (en) d'Hartford et à la Salmon Brook Historical Society (en) de Granby.

## Œuvres

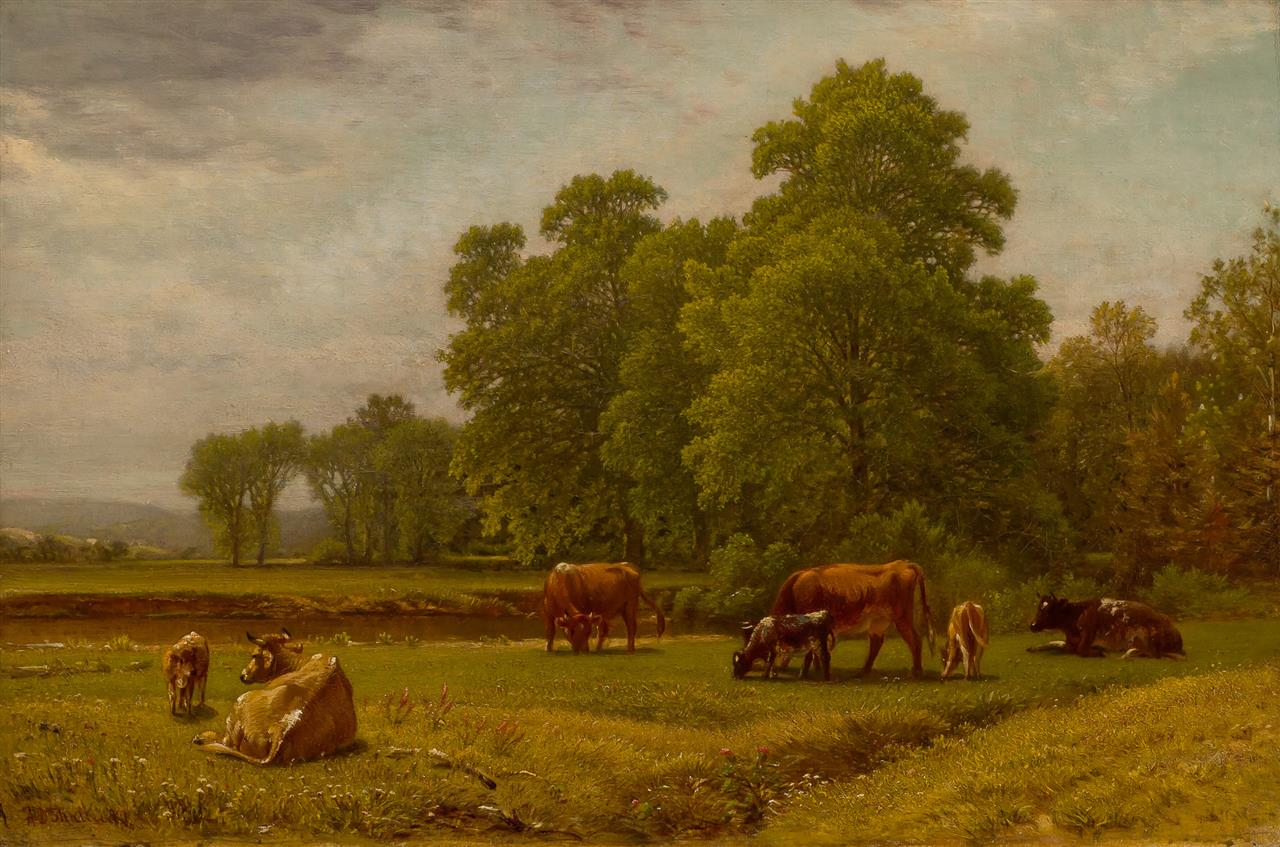
Summer Landscape with Cattle Grazing, sans date
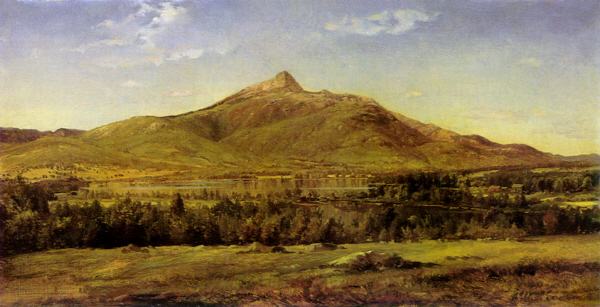
Mount Chocorua and Lake from Tamworth, New Hampshire, 1855
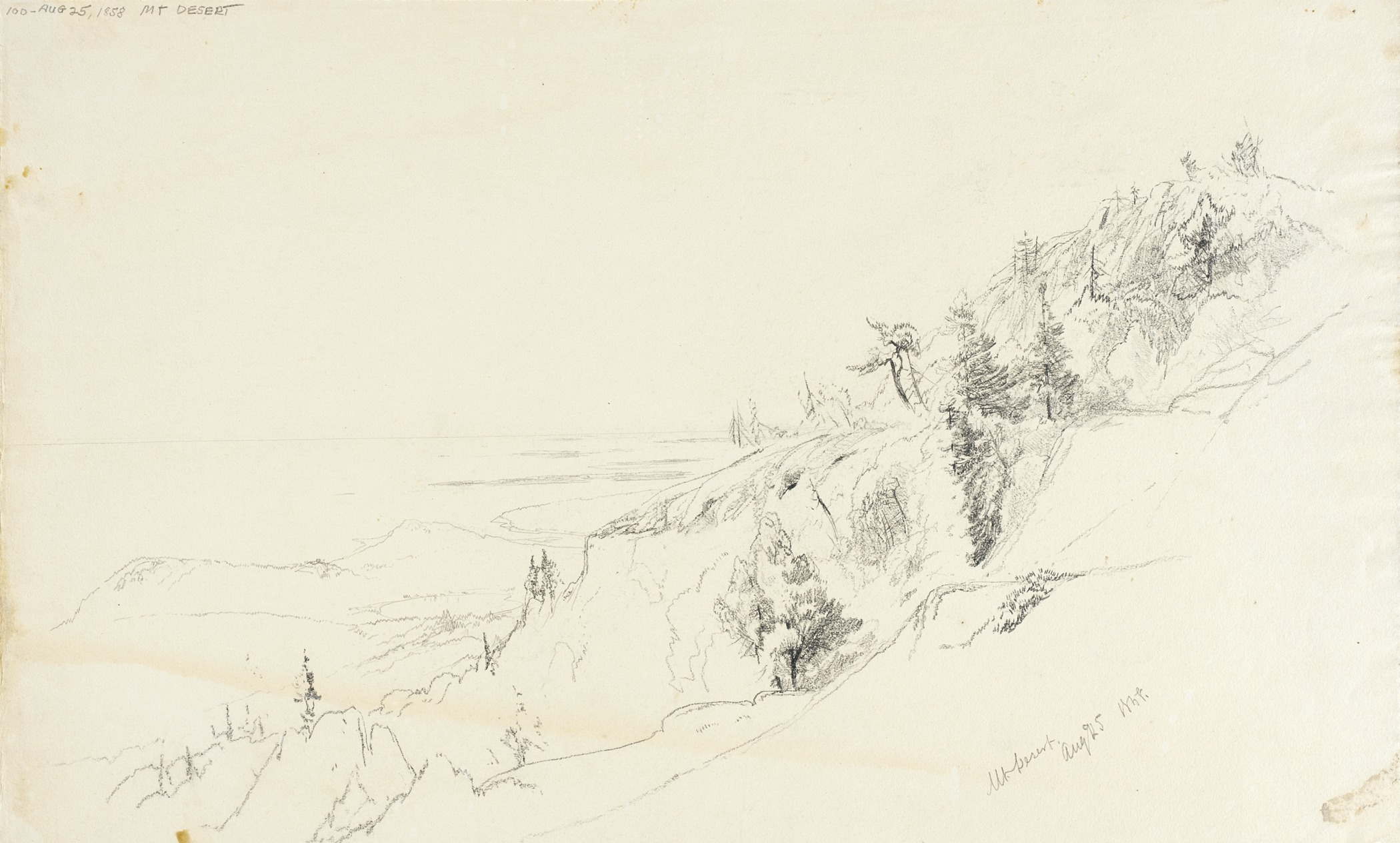
Mount Desert, 1858, Musée d'Art du comté de Los Angeles
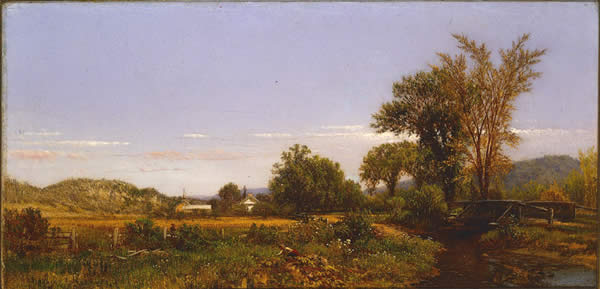
Landscape, 1864
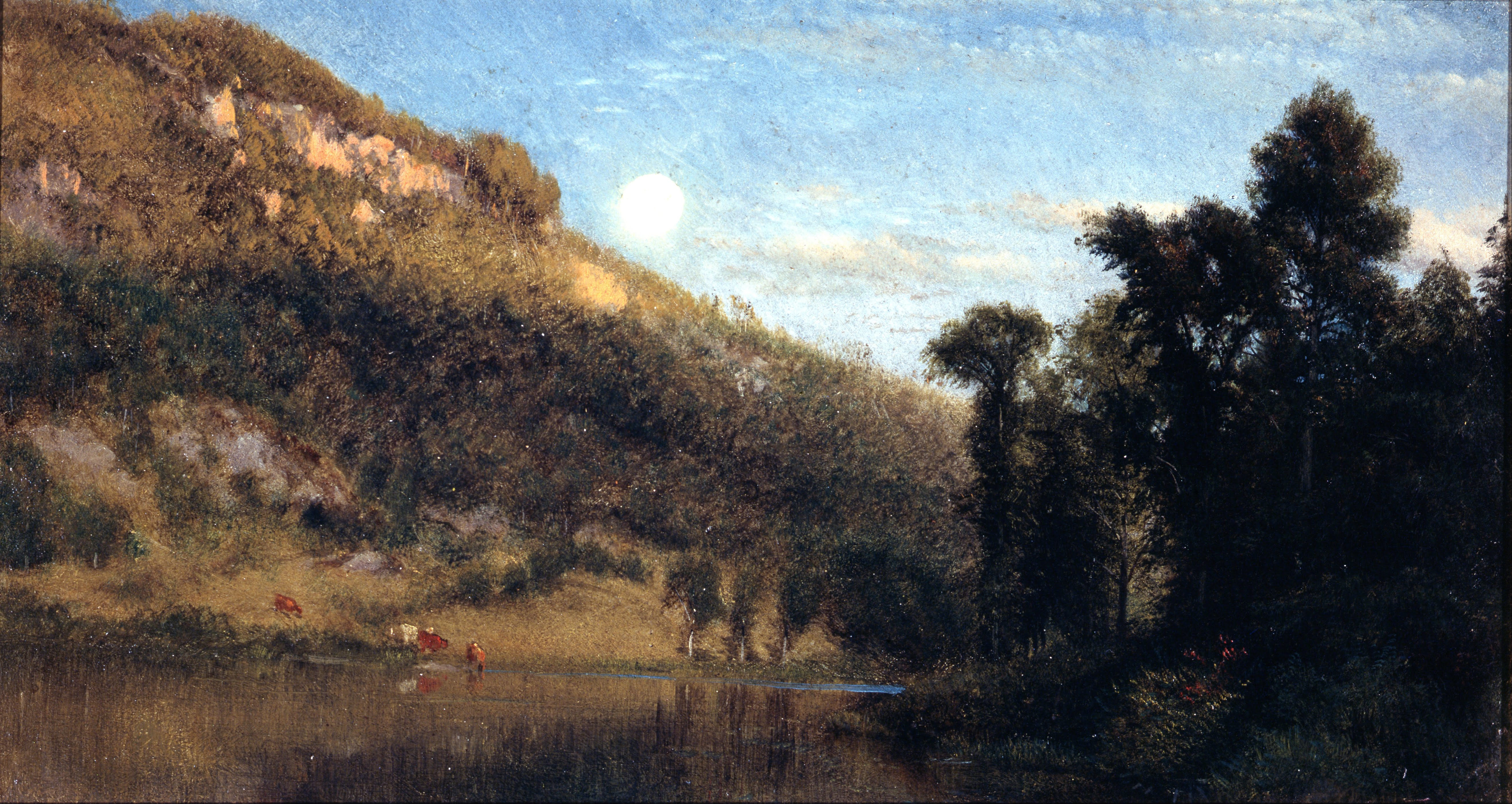
Berkshire Foothills', 1864, Berkshire Museum (en)
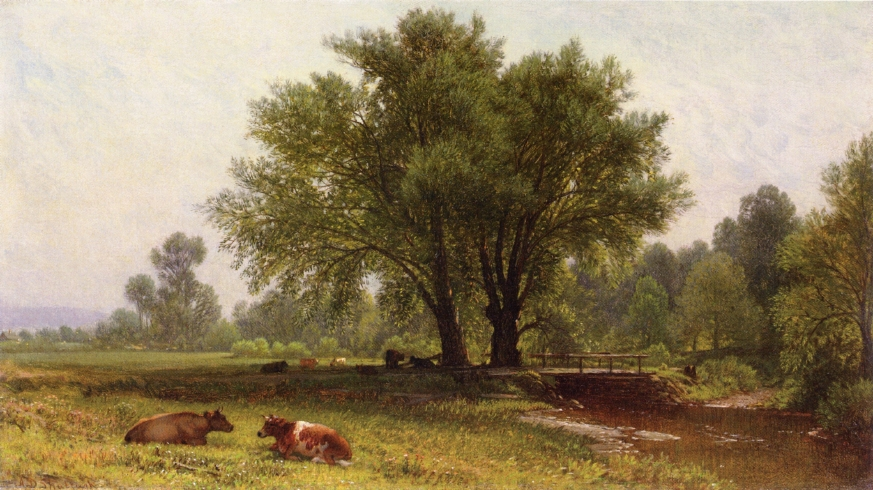
Cows in the Pasture, 1864
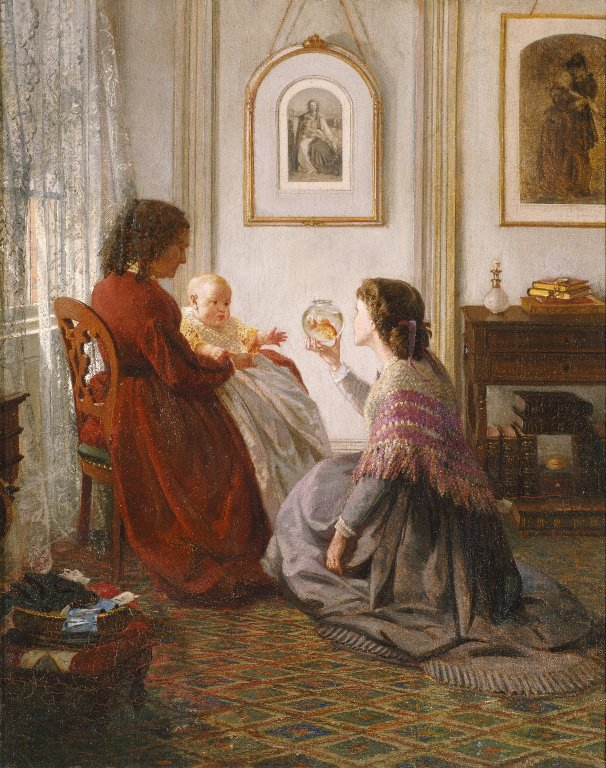
The Shattuck Family, with Grandmother, Mother and Baby William, 1865, Brooklyn Museum
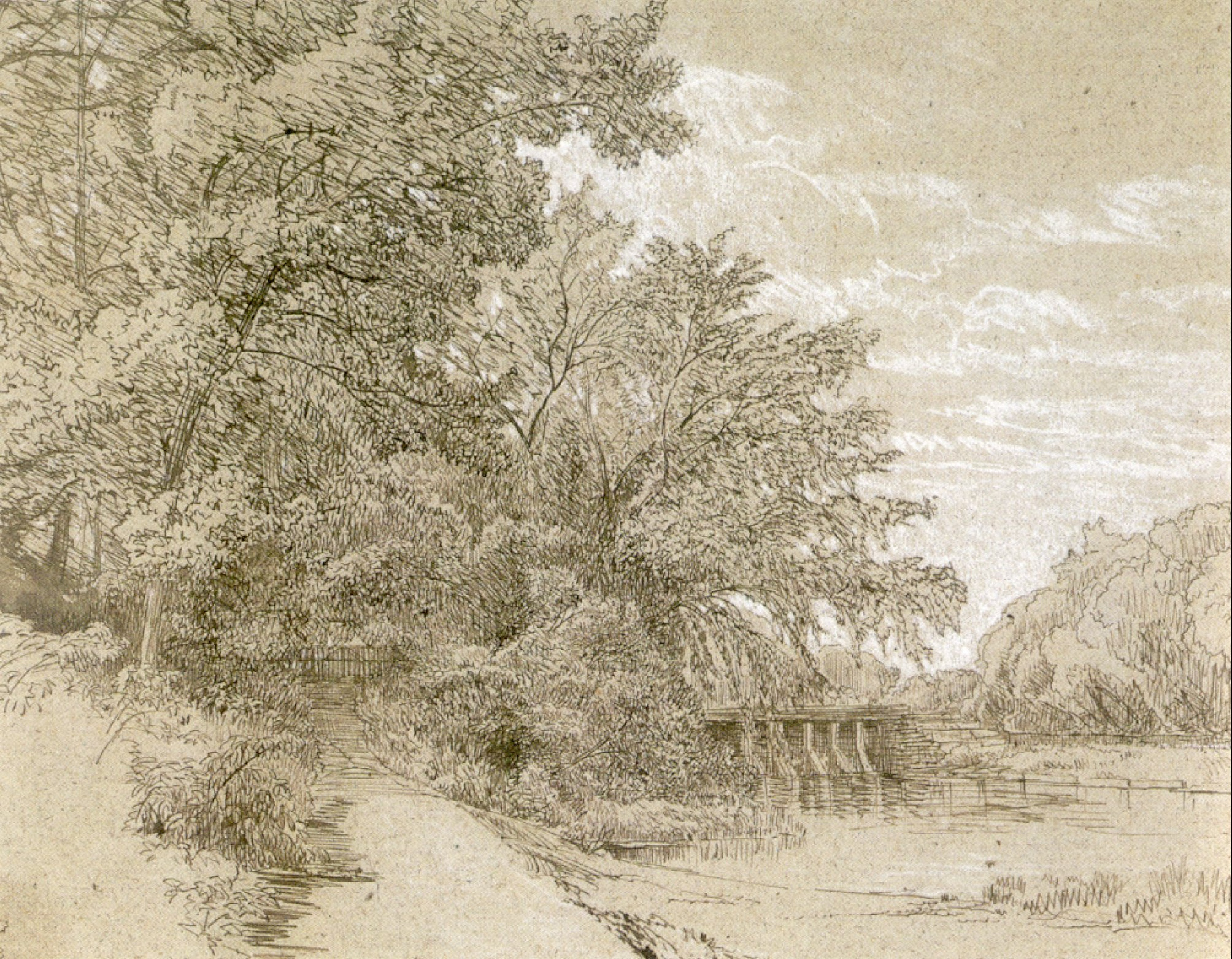
Tariffville, Connecticut, Farmington River, 1867, Honolulu Museum of Art
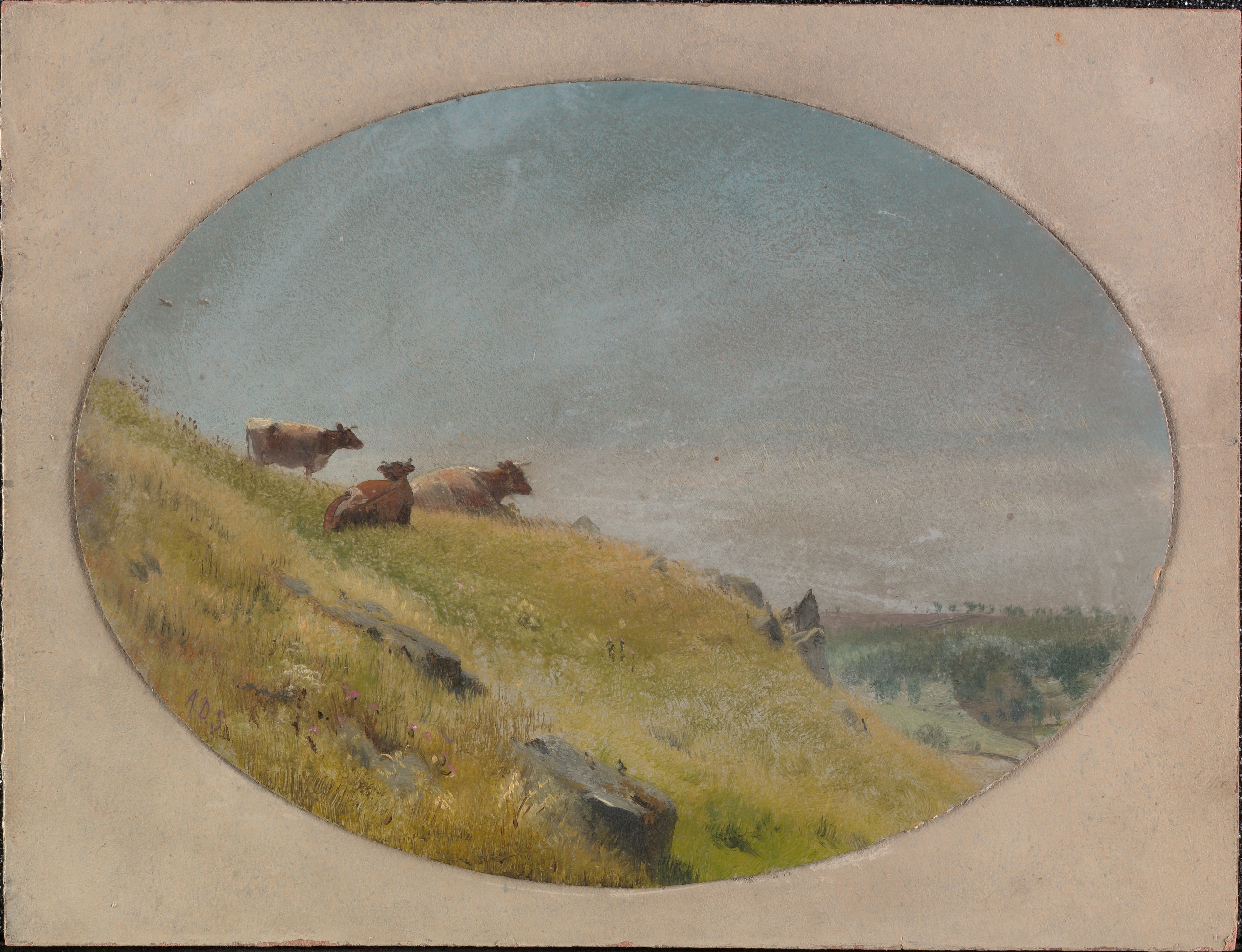
Landscape with Cows, sans date, Metropolitan Museum of Art
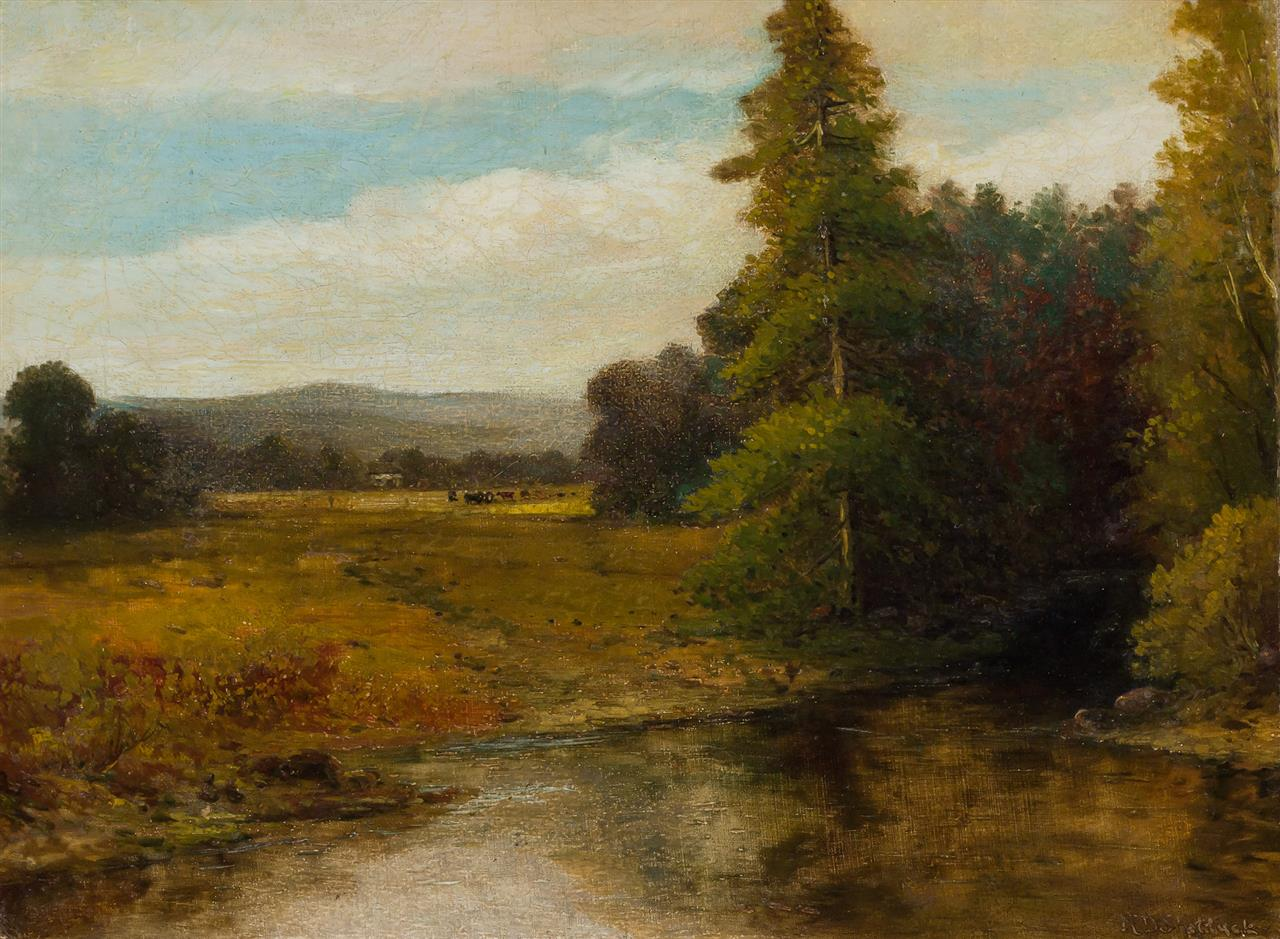
Pastoral Scene, sans date